# Guatteria odontopetala
Guatteria odontopetala là loài thực vật có hoa thuộc họ Na. Loài này được Mart. mô tả khoa học đầu tiên năm 1841.